# Борђало
Борђало (итал. Borgiallo) је насеље у Италији у округу Торино, региону Пијемонт.
Према процени из 2011. у насељу је живело 230 становника. Насеље се налази на надморској висини од 554 м.

## Становништво
| 1931. | 1936. | 1951. | 1961. | 1971. | 1981. | 1991. | 2001. | 2011. |
| ----- | ----- | ----- | ----- | ----- | ----- | ----- | ----- | ----- |
| 872   | 861   | 677   | 613   | 537   | 464   | 454   | 496   | 550   |